# Kings of Hollywood
Kings of Hollywood (Originaltitel: The Comeback Trail) ist eine US-amerikanische Filmkomödie aus dem Jahr 2020. Regie führte George Gallo, der zusammen mit Josh Posner auch das Drehbuch schrieb. Der Film ist eine Neuverfilmung des im Original gleichnamigen Films von 1982. Die Hauptrollen übernahmen die Oscar-Preisträger Robert De Niro, Morgan Freeman und Tommy Lee Jones.

## Handlung
Max Barber ist ein erfolgloser, verschuldeter Filmproduzent, der in dem neuen von ihm produzierten Film vor hat, seinen Hauptdarsteller sterben zu lassen, um die Versicherungssumme zu kassieren. Es soll wie ein Unfall aussehen, doch zum Ärger des Produzenten stellt sich der gealterte Star Duke Montana als robuster heraus als gedacht.

## Produktion
Die Dreharbeiten fanden im Juni und Juli 2019 in New Mexico statt.

## Veröffentlichung
Seine Weltpremiere feierte der Film auf dem Monte-Carlo Comedy Film Festival im Oktober 2020. Der Film sollte am 13. November 2020 in den USA in die Kinos kommen, wurde jedoch aufgrund der COVID-19-Pandemie auf 2021 verschoben.

## Synchronisation
Die deutsche Synchronfassung entstand bei der Metz-Neun Synchron Studio und Verlags GmbH, Offenbach. Manuel Karakas schrieb das Dialogbuch und führte Regie.
| Rolle           | Darsteller      | Synchronsprecher   |
| --------------- | --------------- | ------------------ |
| Max Barber      | Robert De Niro  | Christian Brückner |
| Duke Montana    | Tommy Lee Jones | Ronald Nitschke    |
| Reggie Fontaine | Morgan Freeman  | Jürgen Kluckert    |
| Walter Creason  | Zach Braff      | Kim Hasper         |
| Devin Wilton    | Eddie Griffin   | Christian Rudolf   |

## Rezeption
Bei Rotten Tomatoes bekam der Film eine Zustimmungsrate von 30 Prozent, basierend auf 23 Kritiken.
epd-film.de vergibt drei von fünf Sternen: „...Gallo setzt sich mit dem auseinander, was Film einmal war. Ein Ort, an dem alte Stars alte Stars spielen konnten und dabei ungeheuer viel Spaß hatten.“